# Ulrich Krengel
Ulrich Krengel (Iława, 9 de março de 1937) é um matemático alemão. Trabalha com teoria das probabilidades e teoria ergódica.

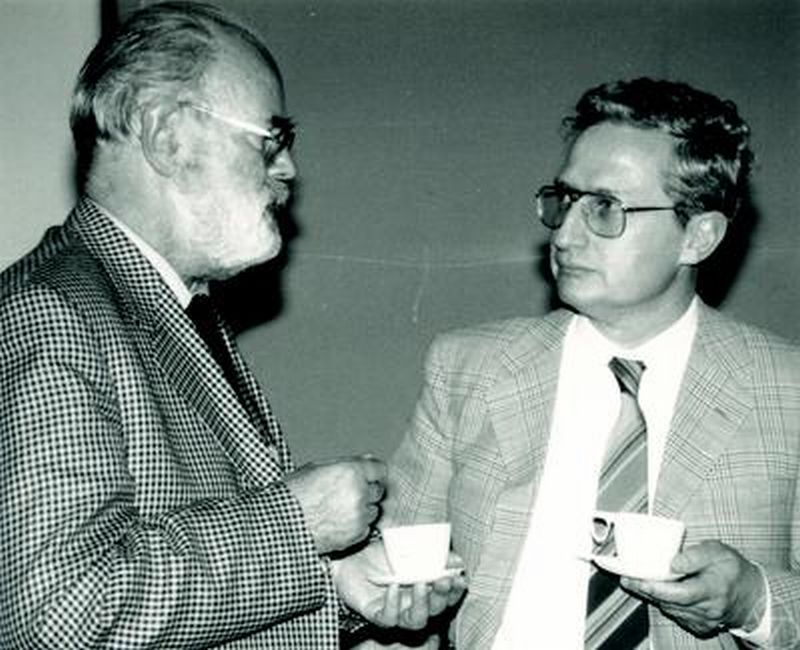
Ulrich Krengel (direita) com Konrad Jacobs, 1987

Krengel cresceu após a Segunda Guerra Mundial em Hann. Münden. Estudou depois matemática, física e química na Universidade de Göttingen e na Universidade de Munique. Obteve um doutorado em 1963 em Göttingen, orientado por Konrad Jacobs, com a tese Über den Absolutbetrag stetiger linearer Operatoren und seine Anwendung auf ergodische Zerlegungen. Em 1964 foi professor assistente visitante no Departamento de Estatística da Universidade da Califórnia em Berkeley. Seguiu depois com seu professor Konrad Jacobs para a Universidade de Erlangen-Nuremberg, onde obteve em 1967 a habilitação. Após um pequeno interregno como docente privado em Erlangen, foi chamado em 1968 para ser Professor Pleno da Universidade Estadual de Ohio em Columbus. Em 1971 retornou como sucessor de Jacobs para Göttingen, onde fundou o Instituto de Matemática Estocástica. Em 2002 tornou-se professor emérito. É desde 1993 membro ordinário da Academia de Ciências de Göttingen.

## Obras
- Ergodic Theorems, De Gruyter Studies in Mathematics Bd.6, 1985 (com suplemento de Antoine Brunel)
- Einführung in die Wahrscheinlichkeitstheorie und Statistik, Vieweg, Braunschweig 1988, ISBN 978-3-528-07259-9, doi:10.1007/978-3-322-96418-2
- Wahrscheinlichkeitstheorie, in Gerd Fischer u.a. Ein Jahrhundert Mathematik – Festschrift zum Jubiläum der DMV, Vieweg 1990, doi:10.1007/978-3-322-80265-1_10
- Editor com K. Richter, V. Warstat: Ergodic theory and related topics III, Springer, Lecture Notes in Mathematics, 1992 (Konferenz in Güstrow 1990)